# 1888 في مصر
فيما يلي قوائم الأحداث التي وقعت في جمهورية مصر العربية خلال عام 1888.

## الأحـداث
- 18 أبريل - صدور العدد الأول من جريدة المقطم في العاصمة القاهرة.[1]
- 29 أكتوبر[2] - توقيع معاهدة القسطنطينية بين فرنسا، والمملكة المتحدة، والإمبراطورية الألمانية، والإمبراطورية الروسية، والإمبراطورية النمساوية المجرية، والإمبراطورية العثمانية، وإيطاليا، وإسبانيا، وهولندا،[3] حيث حصلت مصر بموجب الاتفاقية على السيطرة على قناة السويس، وبذلك اعترفت الدول بسيادة مصر على القناة، مع حرية الملاحة فيها للجميع.[4]
- إنشاء قصر الخديوي توفيق في حلوان.[5]

## مواليد
- 17 يناير - ميلاد الفنان التشكيلي محمد ناجي في الإسكندرية.[6]
- 26 أبريل - ميلاد رئيس الحكومة المصرية محمود فهمي النقراشي في مدينة الإسكندرية.[7]
- 1 يوليو - ميلاد الشيخ الأزهري محمد يونس القاضي.[8]